# Litewscy posłowie do Parlamentu Europejskiego 2024–2029
Litewscy posłowie X kadencji do Parlamentu Europejskiego zostali wybrani w wyborach przeprowadzonych 9 czerwca 2024, w których wyłoniono 11 deputowanych.

## Posłowie według list wyborczych
Związek Ojczyzny – Litewscy Chrześcijańscy Demokraci
- Rasa Juknevičienė
- Liudas Mažylis, poseł do PE od 5 grudnia 2024[1]
- Paulius Saudargas

Litewska Partia Socjaldemokratyczna
- Vytenis Andriukaitis
- Vilija Blinkevičiūtė

Litewski Związek Rolników i Zielonych
- Aurelijus Veryga

Partia Wolności
- Dainius Žalimas

Związek Demokratów „W imię Litwy”
- Virginijus Sinkevičius

Związek Narodu i Sprawiedliwości
- Petras Gražulis

Ruch Liberalny Republiki Litewskiej
- Petras Auštrevičius

Akcja Wyborcza Polaków na Litwie
- Waldemar Tomaszewski

Byli posłowie X kadencji do PE
- Andrius Kubilius (z ramienia TS-LKD), do 30 listopada 2024[2]